# Crkva sv. Filipa i Jakova u Nerežišćima
Crkva sv. Filipa i Jakova nalazi se zapadno od Nerežišća na Braču.

## Opis
Crkva sv. Filipa i Jakova je smještena zapadno od naselja na početku starog puta prema Blacima. Jednobrodna građevina s četvrtastom apsidom i prelomljenim svodom građena je u 15. st. Na pročelju se ističe bogato profilirani portal, rozeta i zvonik na preslicu. Početkom 18. st. naručen je mramorni oltar s likom Gospe s Djetetom i titularima crkve.

## Zaštita
Pod oznakom Z-1868 zavedena je kao nepokretno kulturno dobro - pojedinačno, pravna statusa zaštićena kulturnog dobra, klasificirano kao "sakralna graditeljska baština".